# Горы Иренсага
Горы Иренсага (лат. Irensaga Montes) — горная цепь на Титане, самом крупном спутнике Сатурна. Расположена в светлой местности Адири (координаты центра — 5°41′ ю. ш. 147°17′ в. д. / 5,68° ю. ш. 147,29° в. д.). Тянется с запада на восток, изгибаясь дугой к северу; максимальный размер — около 200 км.
Горы Иренсага соседствуют с несколькими другими горными цепями. Немного южнее параллельно им тянутся горы Эхориат, севернее — горы Рерир. К западу от гор Иренсага лежит поле дюн, известное как волны Борея.
Горы Иренсага были обнаружены на радиолокационных снимках космического аппарата «Кассини», заснявшего эту область 25 августа 2009 года (концы горной цепи при этом остались незаснятыми, однако южный край западного конца был отснят ещё 28 октября 2005 года). Как и другие горы, на радарных изображениях они выглядят ярче окружающей местности. Носят имя горы Иренсага из легендариума Дж. Р. Р. Толкина (Irensaga означает «Железная пила», в русском переводе — Скальзубье). Это название было утверждено Международным астрономическим союзом 13 ноября 2012 года.